# Exorista cantans
Exorista cantans là một loài ruồi trong họ Tachinidae.